# 汝矣島公園
汝矣島公園（：／ Yeo Ui Do Gong Won）是韓國首爾特別市永登浦區汝矣島內的一個公園。最近的地鐵站是首都圈電鐵5號線及首爾地鐵9號線交匯的汝矣島站。
1972年開發汝矣島時曾以「5·16廣場」命名，其後改為「汝矣島廣場」。1999年7月5日變更為現名“汝矣島公園”。
公園作為一個自然的森林生態系統，由韓國傳統的森林類型所構成。

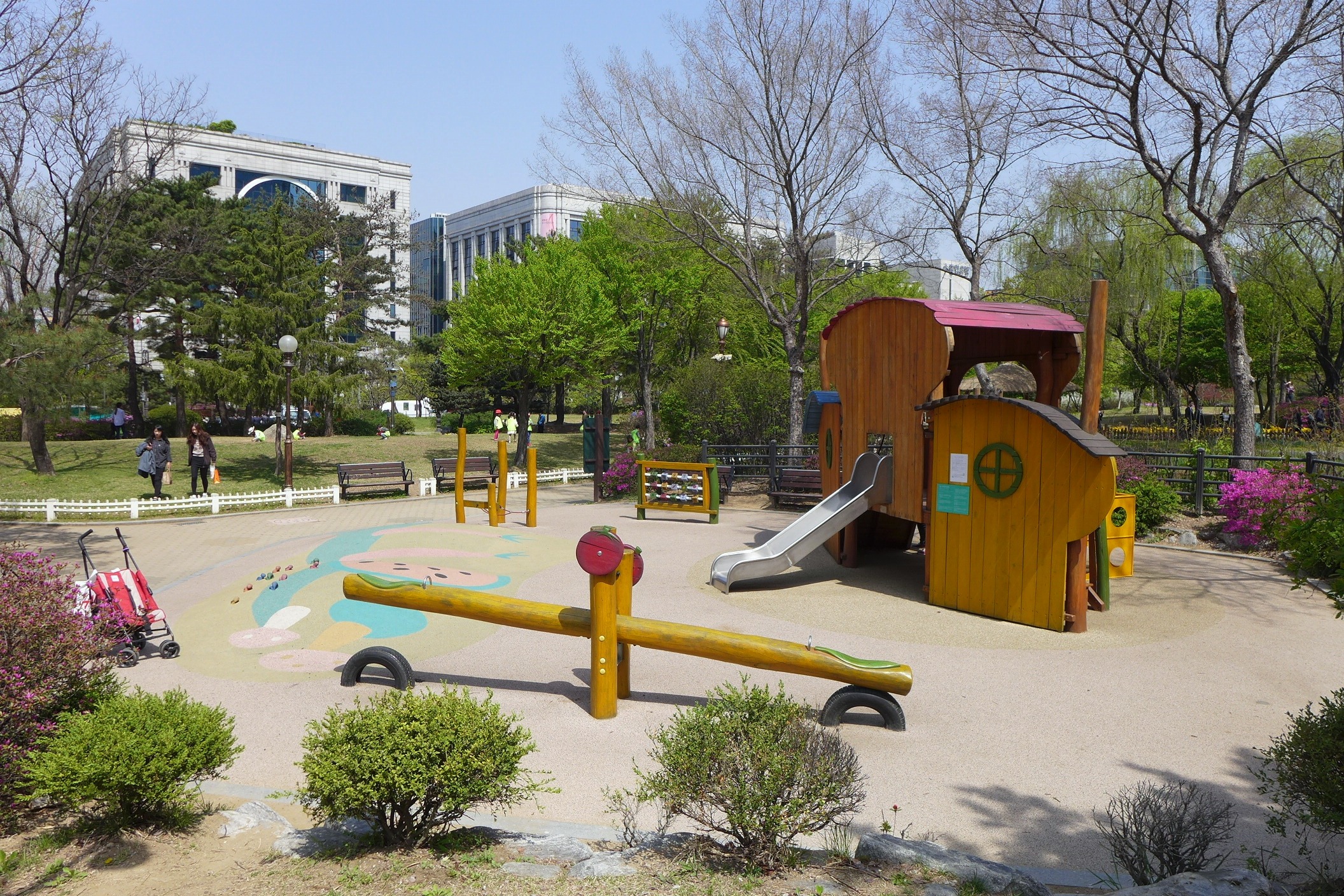
兒童遊樂場
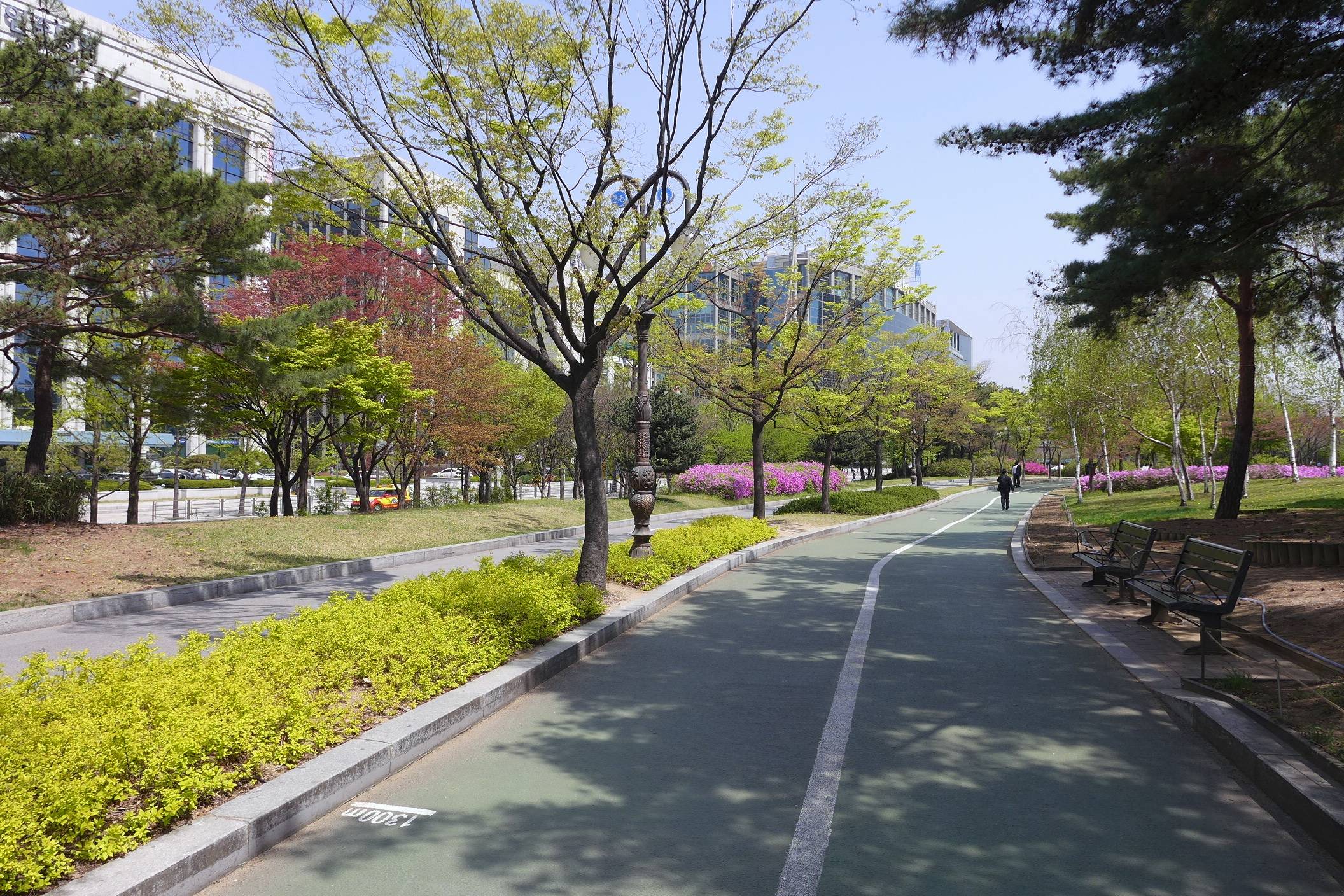
跑步徑
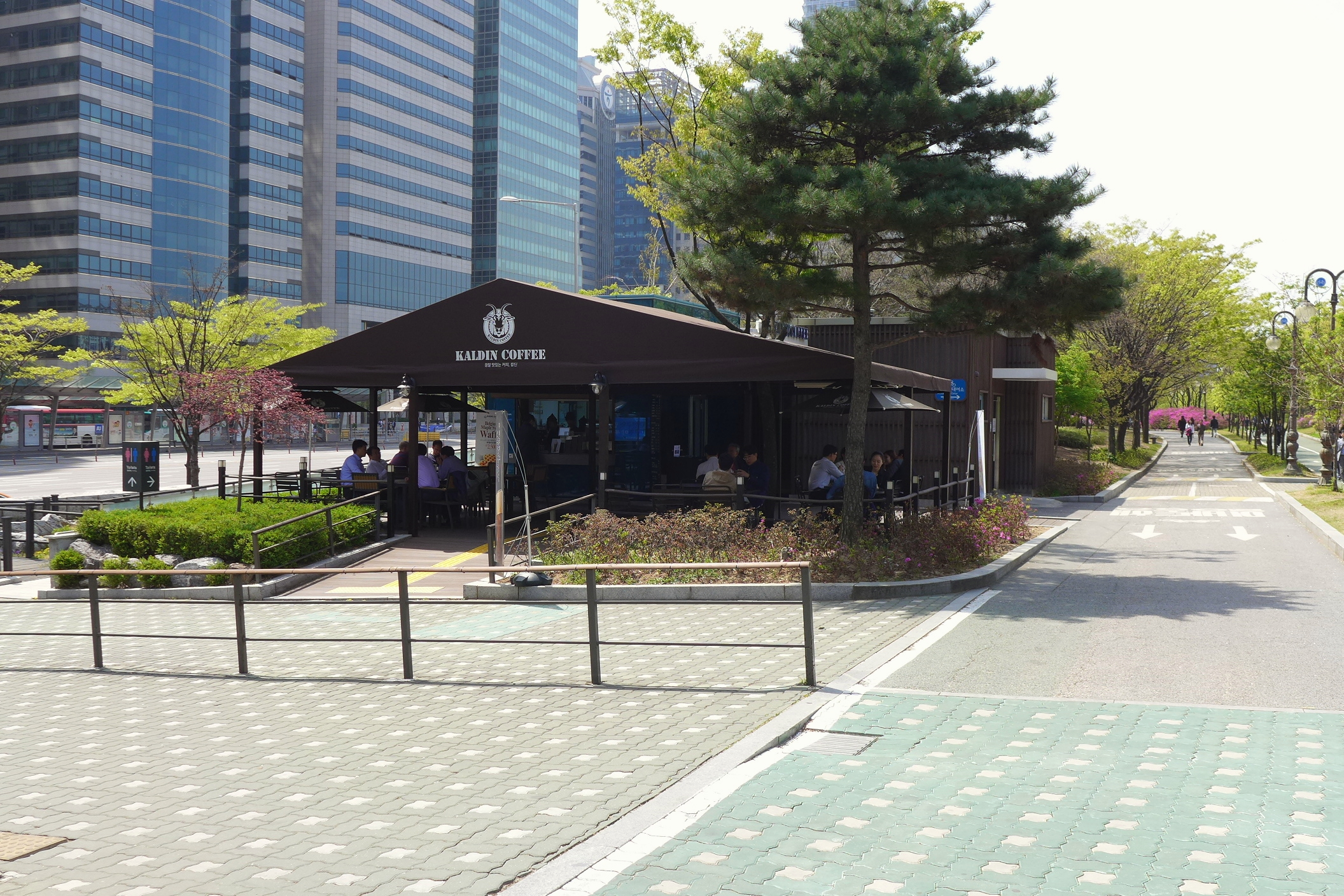
咖啡室

## 外部連結
- 首爾的公園－首爾市官方網站